# 728

## Decese
- Djarir ibn Atiyah, 77 ani, poet satiric arab (n. 650)